# Láser de estado sólido

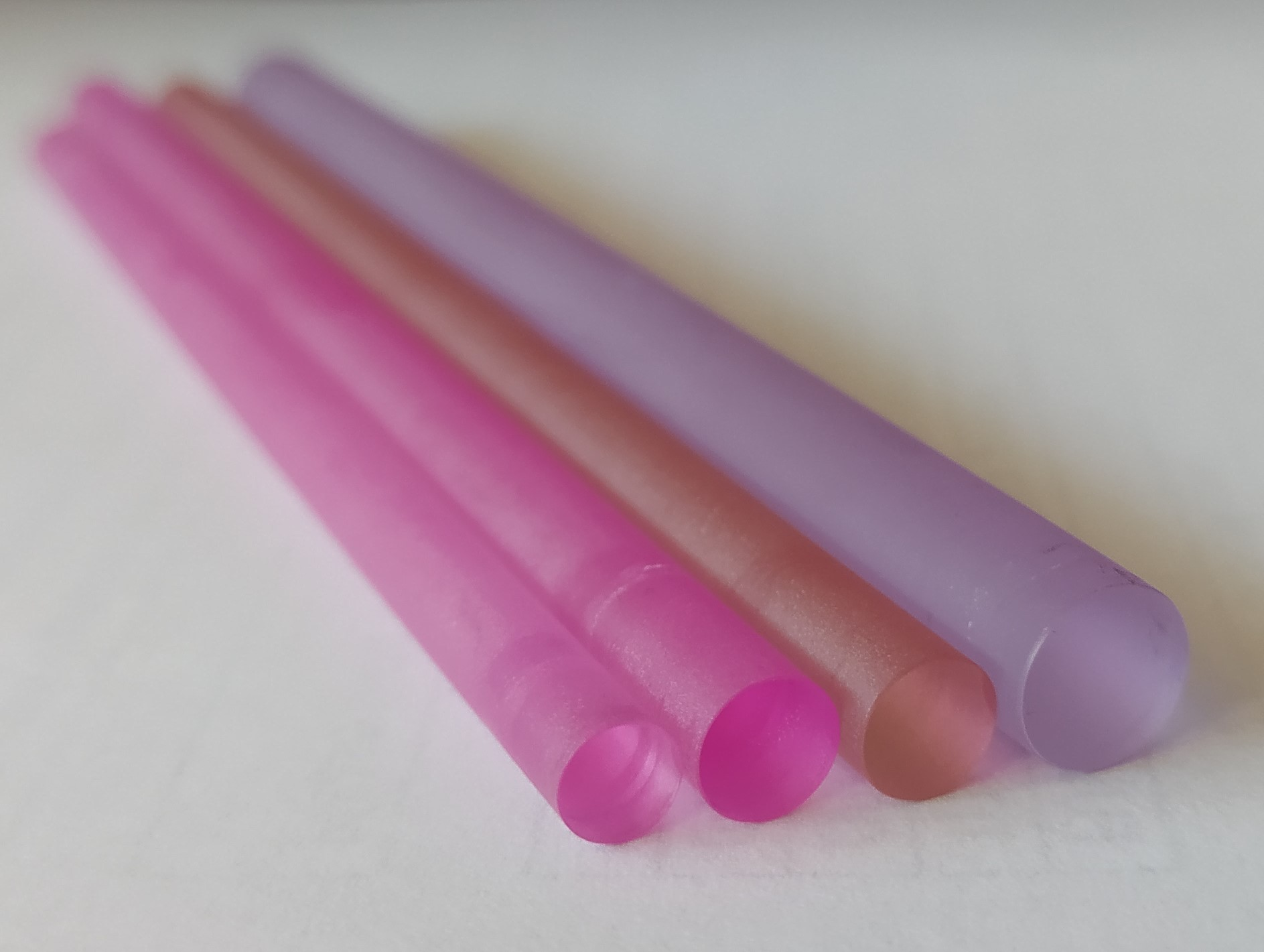
Barras láser (de izquierda a derecha): Rubí, Alejandrita, Er:YAG, Nd:YAP

Un láser de estado sólido es un láser que utiliza un medio activo sólido, en contraste a un medio gaseoso (es decir, los láseres de gas, incluidos los láseres químicos) o a un medio líquido (como en el caso de los láseres de colorante).

## Medios activos sólidos
Los primeros en ser usados como material para los láseres de estado sólido fueron los cristales sintéticos de rubí (obtenidos por el proceso de Verneuil). Los láseres de rubí producen pulsos de luz visible a una longitud de onda de 694,3 nanómetros (nm), que corresponde a un color rojo intenso. Las longitudes de pulso típicas son alrededor de un milisegundo. Este tipo de láseres aparecieron por primera vez a principios de los años 1960, teniendo a día de hoy muy pocas aplicaciones debido a su baja eficiencia energética. Sin embargo, aunque es cierto que a temperatura ambiente no emiten suficientes pulsos de luz, a temperaturas criogénicas son más eficaces, emitiendo una estable raya de pulsos.
El fluoruro de calcio dopado con uranio fue el segundo tipo de láser de estado sólido inventado, también en la década de 1960. Fue el resultado de un experimento llevado a cabo en los laboratorios IBM de Yorktown Heights (Nueva York), logrando una emisión de láser de 2,5 µm.
En la actualidad, los medios activos más comunes para un láser de estado sólido consisten de un material cristalino, es decir, algún tipo de cristal o vidrio, al que se incorpora un elemento (llamado agente) que sirve para alterar sus propiedades eléctricas y ópticas, como neodimio, cromo, erbio, tulio o iterbio. El uso de tierras raras, principalmente, se debe a que el estado excitado de sus iones no está fuertemente ligado a las variaciones térmicas de sus fonones, o redes cristalinas, por lo que los umbrales de este tipo de láseres son alcanzables a bajas intensidades de bombeo. En términos científicos, a las redes o estructuras cristalinas del material se refiere como anfitriones, mientras que los agentes aplicados se denominan dopantes, siendo la interacción entre ambos el medio activo.
Existen decenas de medios activos que han permitido la generación de algún tipo de láser, pero solo pocos están en uso por las distintas industrias, debido a sus propiedades particulares. Probablemente, el más común de ellos es el Nd-YAG — un medio que tiene de anfitrión la red cristalina de óxido de itrio y aluminio (estructura cristalina cúbica), y de agente dopante el neodimio, formando una variedad de granate. El láser emitido tiene una característica longitud de onda de 1064 nm, es decir que se emite en infrarrojo. Generalmente, los cristales dopados con neodimio (Nd:glass) o iterbio, y las cerámicas, se usan en muy altas potencias (a nivel de teravatios) y altas energías (a nivel de megajulios). Esto ha sido empleado para lograr un confinamiento inercial con rayos múltiples.
Algunos de los láseres de estado sólido son ajustables, aplicando técnicas de cavidad óptica que emplean interferómetros, prismas y/o redes de difracción. Los láseres de titanio-zafiro (Ti:sapphs) son de los más usados a este fin, por su extensa gama de longitudes de onda adaptables, entre 660 y 1080 nm. Los láseres de alejandrita sintética solo son ajustables entre 700 y 820 nm, pero son más potentes (ofrecen mayor rendimiento) por la capacidad de acumulación de energía de la materia anfitriona y su alto umbral de daño.

### Medios más recientes
Un ejemplo de láser de estado sólido —aunque a veces se suele categorizar aparte—, de aplicaciones recientes, es el láser de fibra, basado en fibra óptica. Esta fibra, dopada de tierras raras, incluidas las anteriores mencionadas aunque también disprosio, praseodimio y holmio, ofrece un medio activo inherentemente flexible (en eso se asemejan mucho a los amplificadores ópticos, que usan el mismo método aunque sin la emisión de láser). Esta característica le diferencia sustancialmente de los medios sólidos habituales, pues le permite una emisión de láser con un excepcional enfoque y potencia, mantenidos a largas distancias, y una compacidad (comparado con los láseres sólidos habituales y los láseres de gas) muy favorable a su empleo en una gran variedad de aplicaciones en el ámbito civil y militar.      
Otros láseres que usan medios tecnológicos son los basados en semiconductores, conocidos como diodos láser. Aunque usan un medio activo en principio sólido, también se suelen considerar una clase aparte debido a sus características. Los diodos láser son actualmente el método preferido como fuente de bombeo (inyección de energía en los medios activos). 

## Bombeo
Habitualmente, los láseres de estado sólido son ópticamente bombeados como método de transferencia de energía al medio activo. La fuente de energía solía ser comúnmente (y aún se usa) un arco voltaico, como el que existe en un tubo voltaico o una lámpara de arco, que emite destellos de luz concentrada; sin embargo, recientemente se van empleando cada vez más los diodos láser, en un proceso conocido por sus siglas en inglés – DPSSL (Láser de estado sólido bombeado por diodos). Ello se debe a su mayor eficiencia energética y al hecho de que los costes de los semiconductores de alta potencia son cada vez más baratos conforme su uso se vaya haciendo más común. Se obtienen por tanto láseres de estado sólido cuya fuente de bombeo también es una emisión láser.

## Acoplamiento de modos
El acoplamiento de los modos en los láseres de estado sólido permite la obtención de pulsos ultracortos de alta energía, muy ventajosos para una multitud de aplicaciones industriales. Existen dos tipos de absorbentes saturables comúnmente usados para el acoplamiento de los modos: los nanotubos de carbono de pared sencilla (SWCNT) y los espejos absorbentes saturables de semiconductores (SESAM), aunque también se hace uso cada vez mayor del grafeno. La absorción saturable, usada en todos estos casos, es un proceso óptico no lineal que mediante la transferencia de la energía a un electrón único permite la emisión de pulsos muy cortos de láser.